# Notholirion koeiei
Notholirion koeiei ist eine Pflanzenart in der Gattung Notholirion aus der Familie der Liliengewächse (Liliaceae). Die Art ist sehr selten und findet sich nur an wenigen Stellen im Iran und Irak. Es ist die einzige Art aus der Gattung Notholirion, die sich nicht in Kultur befindet.

## Beschreibung
Notholirion koeiei ist eine mehrjährige krautige Pflanze, die Wuchshöhen bis zu einem Meter erreicht. Die Zwiebel ist oval und im Mittel etwa 5 cm lang und 3 cm breit, sie ist mit mehreren Schichten schwarzer papierartiger Hülle umgeben. Der aufrechte Stängel hat einen Durchmesser zwischen 8 und 9 mm und ist hohl. Am Stängel sitzen 12 bis 13 Laubblätter, sie sind gestielt und linear. Die Blätter werden bis zu 40 cm lang und 2 cm breit, sie sind zur Spitze hin nach unten gebogen und von mehreren Furchen in Längsrichtung durchzogen. Die Blätter reichen insgesamt höher als der Stängel bis auf die Höhe der Blüte.
Die violetten bis blassvioletten Blüten sind zu Rispen von 20 bis 30 Einzelblüten angeordnet. Sie sitzen auf Tragblättern ähnlich den Laubblättern, aber deutlich kleiner (bis zu 7 cm lang). Die Blütenstiele sind gebogen aber aufrecht, zur Zeit der Blüte sind sie 1 bis 1,5 cm lang, zur Fruchtzeit werden sie aber bis zu 3,5 cm lang. Die einzelnen zwittrigen, dreizähligen Blüten stehen anfangs aufrecht, gehen dann in eine nickende Haltung über. Die sechs gleichgestalteten Blütenhüllblätter (Tepalen) sind an der Spitze zurückgebogen, sie stehen frei und sind etwa 4 cm lang und um 1 m breit. Längs sind sie dunkel gestreift. Die sechs Staubblätter stehen frei. Die Filamente sind bis zu vier Zentimeter lang und von gleicher Farbe wie das Perigon. Die Antheren werden bis zu 9 mm lang (in der Regel 4 bis 5 mm).
Die Kapselfrucht steht dann aber wieder aufrecht.
Nach der Blüte bilden sich bis zu 2 cm lange, ovale Kapselfrüchte. In denen sich braune bis zu 0,5 mm dicke ovale Samen befinden.

## Verbreitung

Fundorte von Notholirion koeiei

Die Art wurde erstmals von 1892 von Joseph Bornmüller im Gebirge in der Nähe der Stadt Yasd im Iran gesammelt und im botanischen Garten der Stadt angepflanzt. Er fand dann noch einen zweiten kleinen Bestand bei Shah Bazan (32°47' N, 48°39' O). Die Erstbeschreibung der Art erfolgte von Karl Heinz Rechinger zwar 1955, aber es lagen bis 1990 keine kompletten Pflanzen der Art vor, es fehlten sowohl eine Zwiebel wie auch eine Kapselfrucht. A. H. Al-Khayat entdeckte 1988 eine kleine Population der Art im Irak in der Nähe der Stadt Aqrah (36°46' N, 43°52' E). Exemplare dieses Bestandes führten dann zu einer neuen Beschreibung.